# Роберт де Ториньи

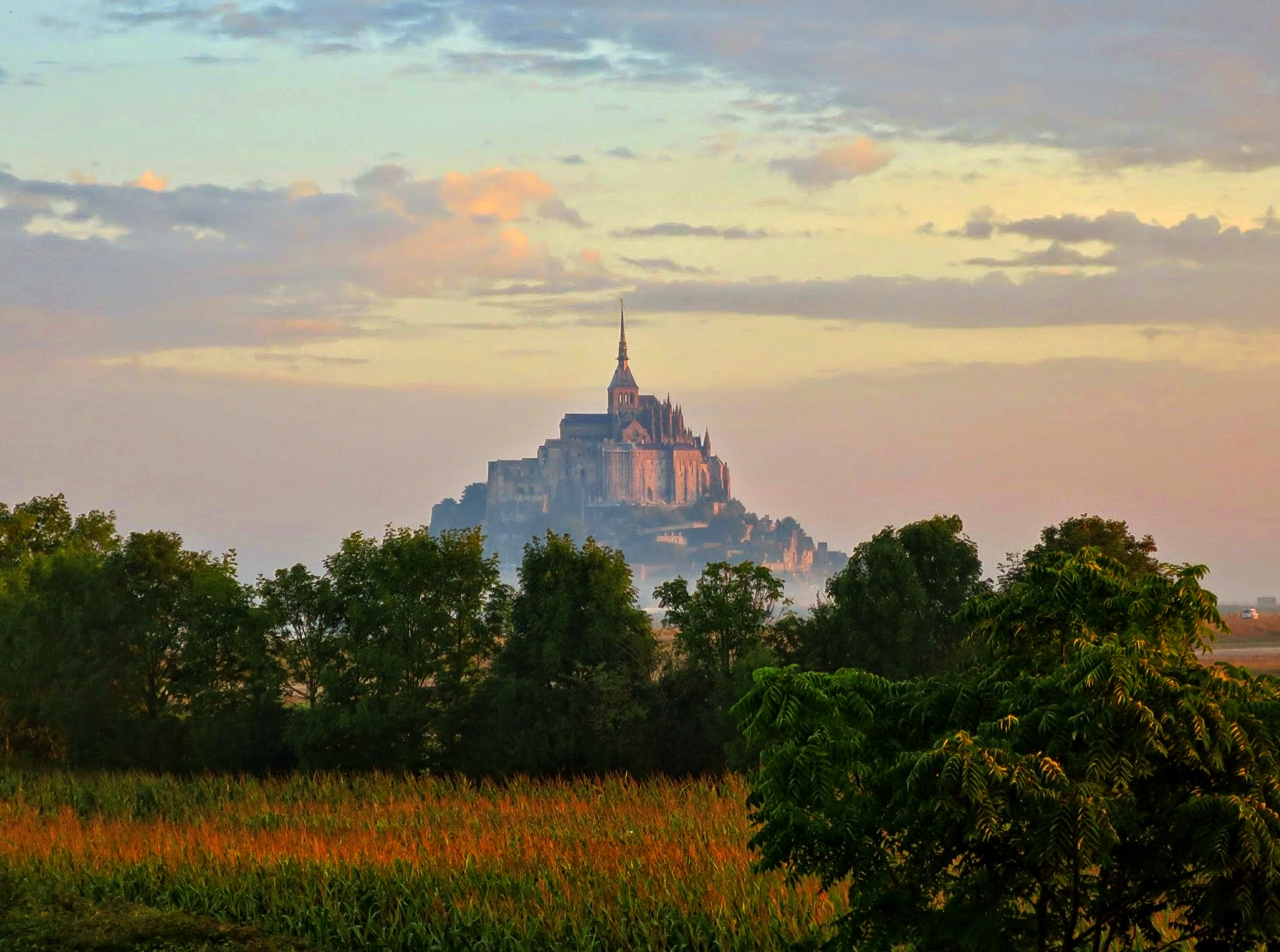
Панорама островного аббатства Мон-Сен-Мишель со стороны Понторсона

Роберт де Ториньи (фр. Robert de Torigni, или Robert de Monte, лат. Robertus Torinneius; около 1100, 1105 или 1110 — 24 июня 1186) — средневековый нормандский хронист, монах-бенедиктинец, настоятель аббатства Св. Михаила на острове Мон-Сен-Мишель, продолжатель «Деяний нормандских герцогов» Ордерика Виталия. Работы Робера де Ториньи являются одним из важнейших источников информации об истории Нормандии и Англии третьей четверти XII века.

## Биография

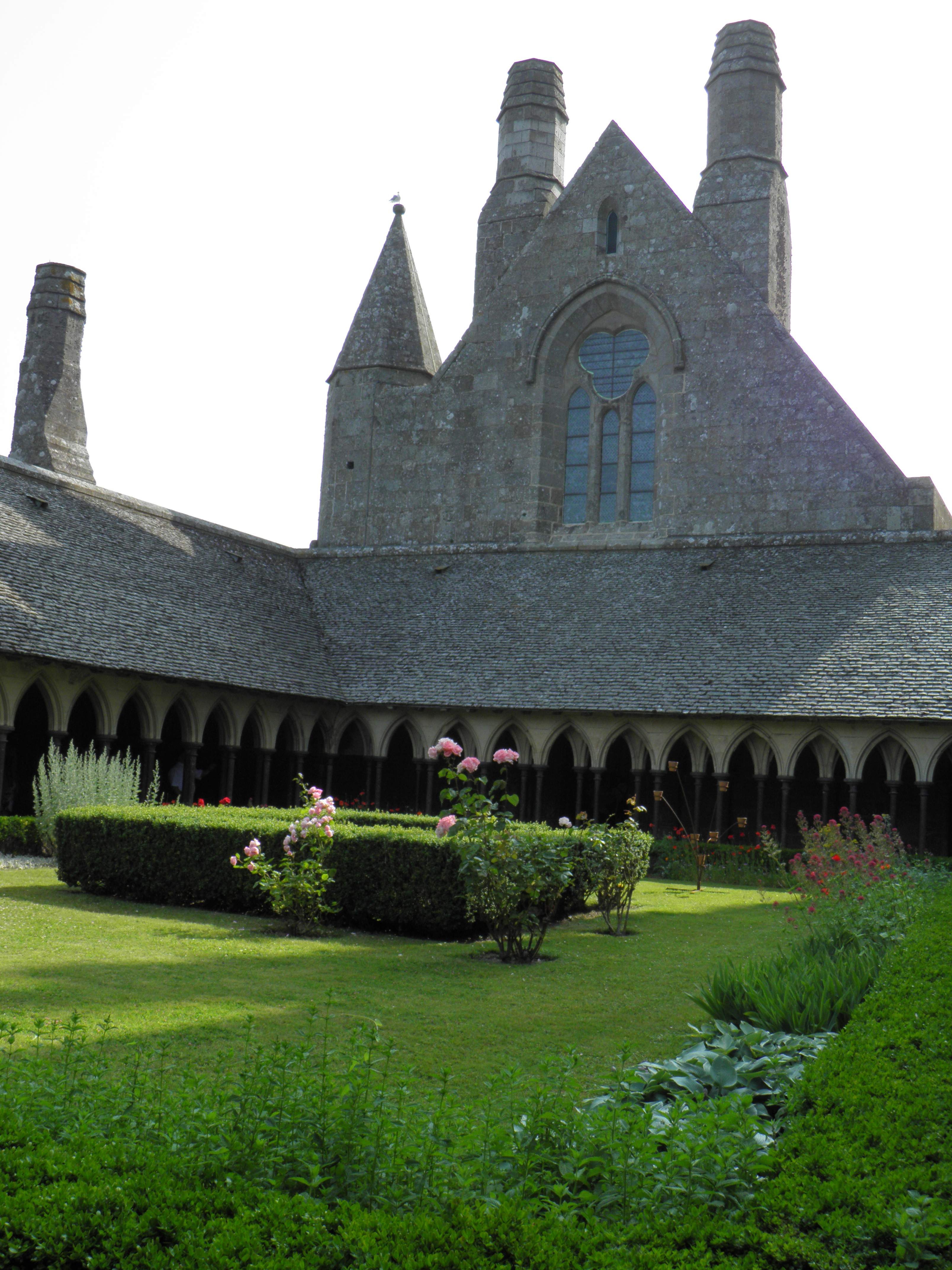
Кафедральный собор аббатства Св. Михаила на острове Мон-Сен-Мишель

Своё прозвище Роберт получил по наименованию места рождения — деревни Ториньи-сюр-Вир в Нижней Нормандии (современный департамент Манш). Год рождения его точно не установлен, называют как 1105-й, так и 1110-й. Известны имена его родителей — Тедуина и Агнессы, вероятно, выходцев из нормандской знати. В 1128 году Роберт поступил в Бекский монастырь, один из главных религиозных и научных центров Нормандии, где получил начальное образование, а около 1149 года был избран его приором. В 1154 году он стал аббатом островного нормандского монастыря Мон-Сен-Мишель, что подтверждено было королевой Матильдой и её сыном Генрихом Плантагенетом.
Уже в свою бытность приора Бека и, главным образом, позднее, в качестве аббата Мон-Сен-Мишель, Роберт де Ториньи прославился любовью к чтению и собирательством религиозной и светской литературы, что засвидетельствовано было посетившим его английским историком Генрихом Хантингдонским. За 32 года его настоятельства (1154—1186) Мон-Сен-Мишельская библиотека, носившая по содержанию своему преимущественно богословский, литургический и патристический характер, превратилась в богатое собрание справочной и исторической литературы.
Будучи весьма деятельным аббатом, поощрял монастырское строительство, в частности, фактически закончив формирование романской части аббатства путём возведения двух башен на западном фасаде кафедрального собора (1184), а также, вопреки уставу бенедиктинского ордена, соорудил для себя самого личные апартаменты в виде двух отдельных комнат. Совершил ряд путешествий, в том числе на остров Гернси и дважды, в 1157 и 1175 годах, в Англию, где находились владения его монастыря.
В 1158 году его посетили в Мон-Сен-Мишеле молодые короли Генрих II Плантагенет и Людовик VII Французский, а в 1162 году он получил должность кастеляна нормандского замка Понторсон, располагавшегося в 10 км от его обители. В 1163 году он присутствовал на соборе в Туре, созванном папой Александром III для отлучения антипапы Виктора IV и осуждения катарской ереси.

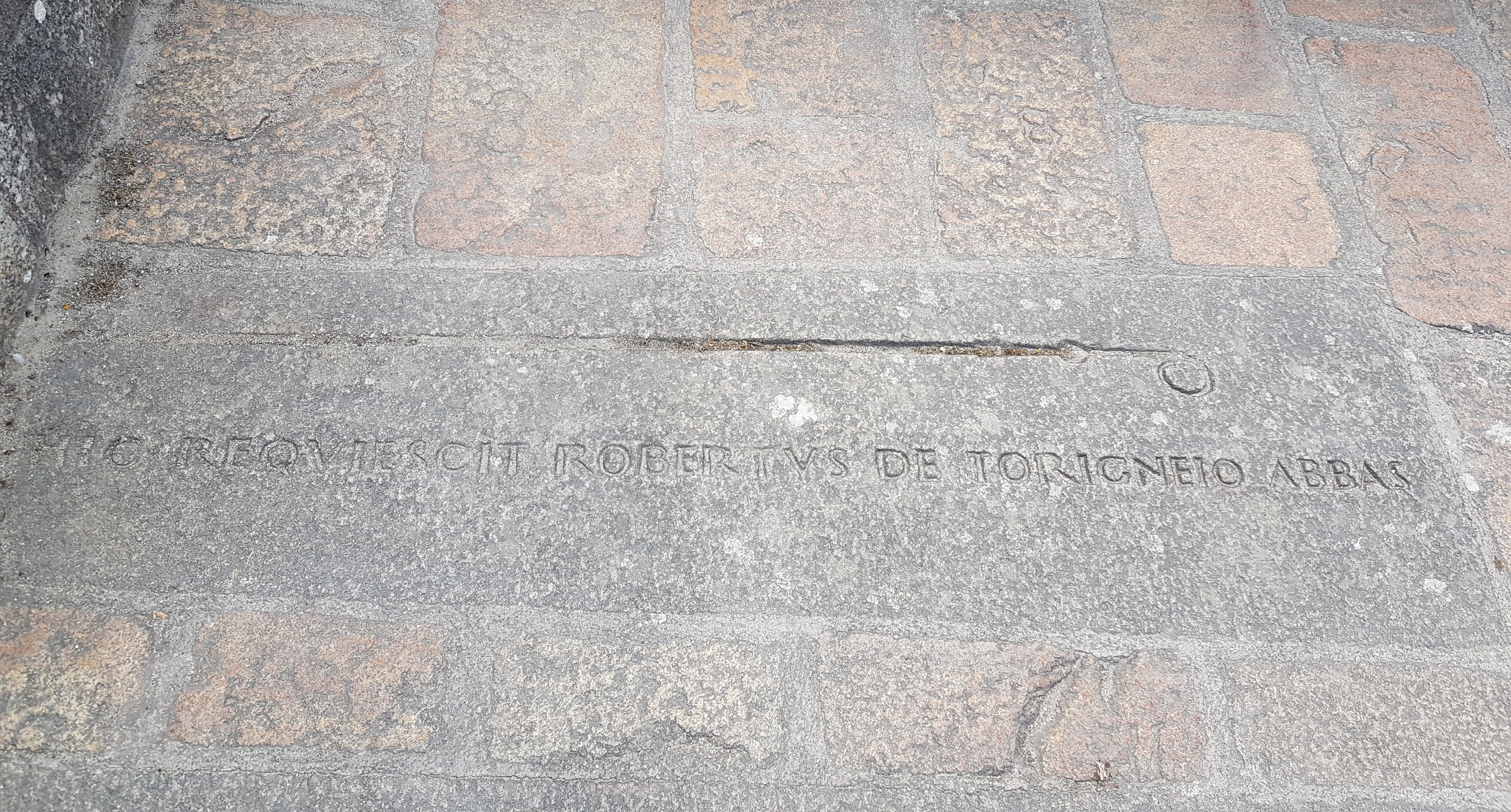
Надгробие Роберта де Ториньи на западной террасе у собора аббатства Мон-Сен-Мишель

Он переписывался со Св. Томасом Бекетом, и по просьбе последнего около 1160 года пожаловал приход в Бейзинге в Гэмпшире приближённому архиепископа Гервасию Чичестерскому. Умер 23 или 24 июня 1186 года и был похоронен в своём аббатстве, где сохранилось его надгробие.

## Сочинения
Около 1139 года Роберт начал редактировать и дополнять «Деяния герцогов Нормандии» (лат. Gesta Normannorum Ducum) Гильома Жюмьежского и «Церковную историю» Ордерика Виталия. Как аббат, Роберт имел гораздо больше возможностей для получения информации о событиях и был более вовлечён в современную политику, чем его предшественники. Это сказалось на полноте и богатстве материала, которым Роберт де Ториньи дополнил свои источники — «Руанских анналах» (лат. Annales Rotomagenses) и исторических трудах Вильгельма Апулийского, Сигеберта из Жамблу, Уильяма Мальмсберийского, Гальфрида Монмутского и Ордерика Виталия. Его перу принадлежат разделы «Деяний герцогов Нормандии», охватывающие период с 1112 по 1186 год, причём особую ценность представляют сведения об английской истории за 1153—1170 годы, в частности, о внешней политике в начале правления Генриха II и событиях на континенте третьей четверти XII века. 
В то же время, достаточно сухой литературный стиль Роберта де Ториньи и его желание избежать освещения спорных моментов в современной жизни (как например, дело Томаса Беккета, которое лишь вскользь упомянуто Робертом) значительно снижают фактологическую ценность его трудов, особенно в отношении внутрианглийских событий. Тщательно собирая в процессе работы над хроникой архивные документы, он включил в неё лишь немногие из них, подходившие, по его мнению, к её содержанию. По мнению британского историка-медиевиста Антонии Грансден, довольно аккуратно обращаясь с фактами, Роберт избегает серьёзной их критики, доверяя даже тем легендам, что изложил в своей «Истории бриттов» Гальфрид Монмутский.
Невзирая на всё это, историческое сочинение Роберта де Ториньи активно использовалась последующими хронистами, в частности, Радульфом де Дисето, Роджером Вендоверским, Матвеем Парижским, Николаем Триветом и Томасом Уайксом.
Около 1154 года Роберт составил также трактат «О преобразовании монашеских орденов» (лат. De immutatione ordinis monachorum). Вероятно, также участвовал в составлении «Мон-Сен-Мишельских анналов за 876—1087 годы» (лат. Annales Montis S. Michaelis in periculo maris 876—1087) и жизнеописаний настоятелей аббатства Ле-Бек. Ряд исследователей, начиная с английского антиквария XVI века Джона Бойла, безосновательно приписывали ему два среднелатинских романа о короле Артуре: «История Мериадока, короля Камбрии» (лат. Historia Meriadoci regis Kambrie) и «Происхождение Гавейна, племянника Артура» (лат. De ortu Walwanii nepotis Arturi). Составленный им каталог библиотеки Ле-Бекского монастыря приложен им к его хронике, но другой более обширный каталог книг аббатства Мон-Сен-Мишель, использованный в 1687 году историком Ж. Беллезом, не сохранился.
Комментированное научное издание хроники Роберта де Ториньи, сохранившейся примерно в 18 рукописях, старейшие из которых, датированные концом XII века, хранятся в Британской библиотеке (MS Harley 651 и MS Cotton Domitian A.viii) и муниципальной библиотеке Авранша (MS 159), было выпущено в 1872—1873 годах в Руане под редакцией французского историка-архивиста Леопольда Виктора Делиля. В 1890 году она переиздана была в Лондоне Ричардом Хоулеттом в 4-м томе сборника «Хроник правления Стефана [Блуаского], Генриха II и Ричарда I» (англ. Chronicles of the reigns of Stephen, Henry II and Richard I), подготовленного им для академической «Rolls Series».

## Издания
- Памятники истории Англии / Пер. Д. М. Петрушевского. — М., 1936.
- Chronique de Robert de Torigni, abbé du Mont-Saint-Michel. Publié par Léopold Delisle. — Rouen: Le Brument, 1872—1873.
- The Chronicle of Robert of Torigni, abbot of the Monastery of St. Michael-In-Peril-Of-The-Sea // Chronicles of the Reigns of Stephen, Henry II, and Richard I, ed. by Richard Howlett. — Volume IV. — London: Longman, 1890. — (Rolls Series, 82). Репринтное изд.: Cambridge University Press, 2012.
- The Gesta Normannorum Ducum of William of Jumièges, Orderic Vitalis and Robert of Torigni, ed. and transl. by Elisabeth M. C. van Houts. — Volumes I—II. — Oxford: Clarendon Press, 1992—1995. — (Oxford Medieval Texts).